# トイヴォ・タサ
トイヴォ・タサ（Toivo Tasa、1951年12月21日 - ）は、エストニアの外交官。日本駐箚エストニア特命全権大使。
オーストリア駐箚エストニア特命全権大使、外務省儀典局局長、ハンガリー駐箚エストニア特命全権大使、リーギコグ事務局外国関係局議長相談役などを歴任した。

## 来歴

### 生い立ち
1951年生まれ。ソビエト連邦にて育ち、エストニア・ソビエト社会主義共和国のタルトゥ県タルトゥ市にあるタルトゥ大学に進学した。タルトゥ大学ではエストニア歴史言語学を学び、1976年に卒業した。その後、ソビエト科学アカデミーの傘下であるエストニア科学アカデミーの大学院課程にて学び、1983年に修了した。

### 官僚として

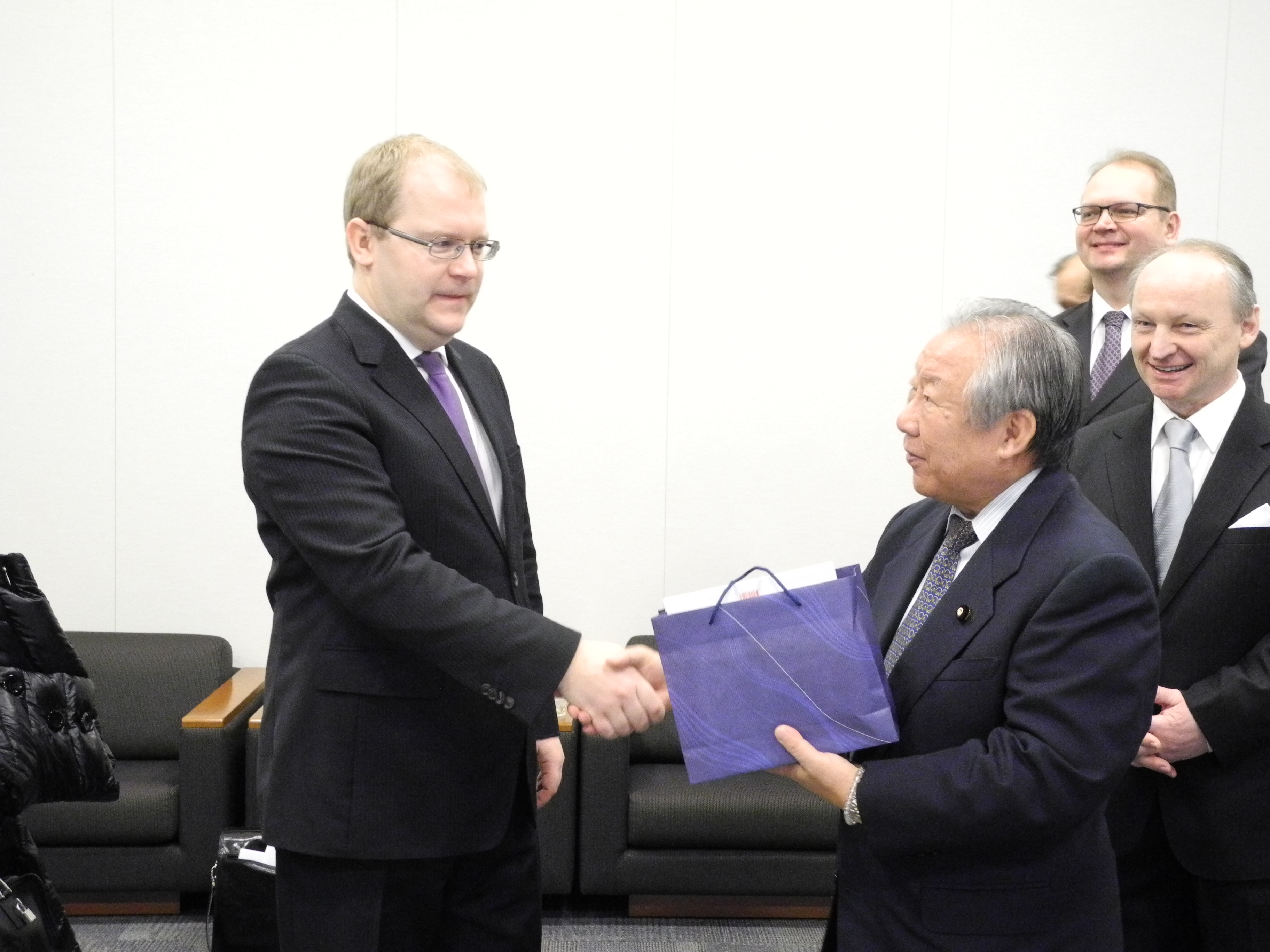
2014年1月31日、エストニア外務大臣ウルマス・パエト（手前左）、日本エストニア友好議員連盟会長鴻池祥肇（手前右）らと

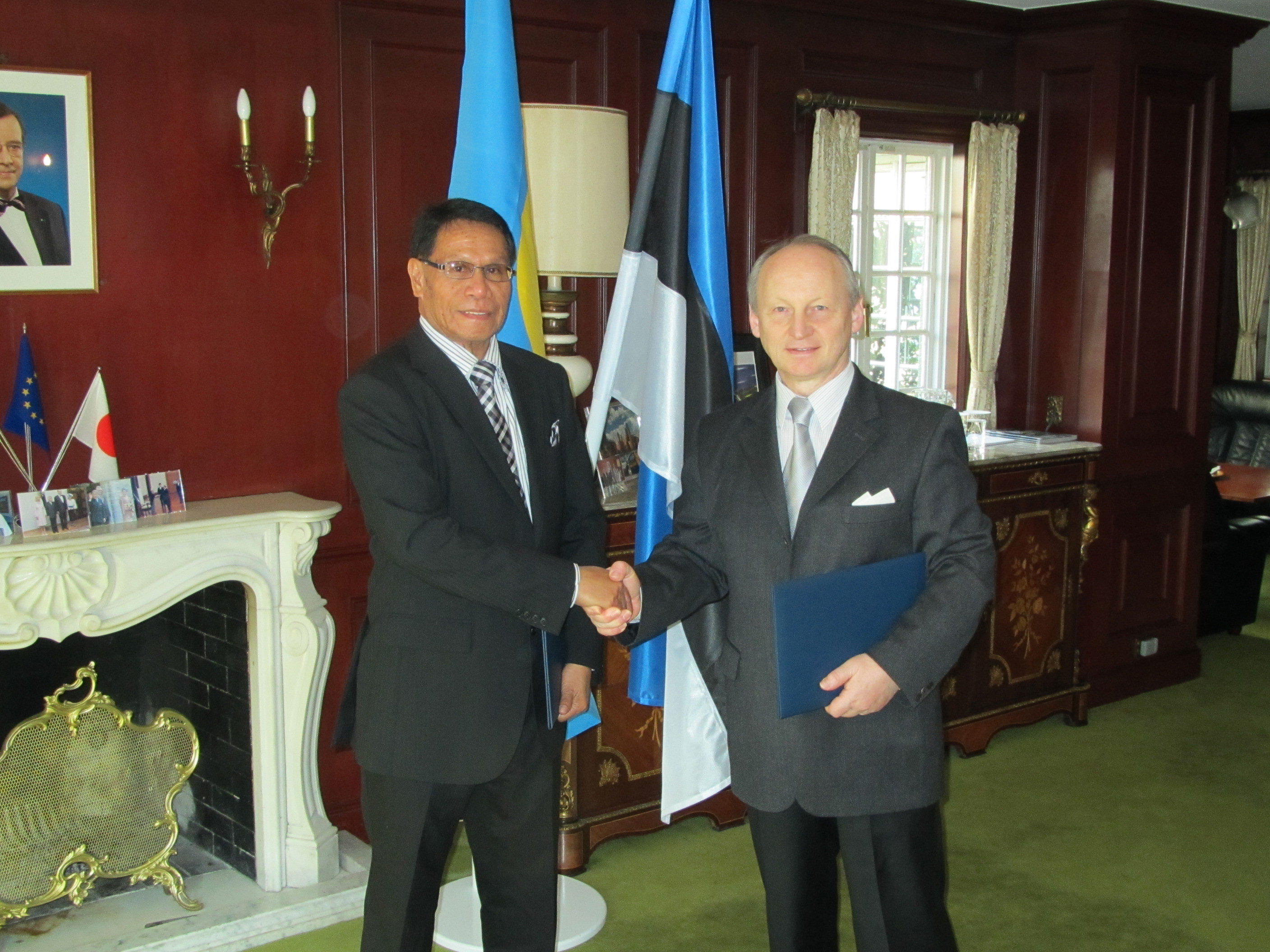
2013年11月8日、エストニア・パラオ外交関係開設の共同コミュニケに署名したフランシス・マツタロウ駐日パラオ大使（左）と

1989年から1991年にかけ、エストニア協会にてドイツ語圏担当責任者を務めた。また、1990年から1995年にかけては、文化雑誌の編集責任者も務めた。
1991年、エストニアをはじめとするバルト三国がソビエト連邦からの独立を宣言するなど、ソビエト連邦の崩壊前後でエストニアの社会は大きく変化した。その1991年から1992年にかけては、エストニアの外務省に勤務し、政治局の第二課にて参事官を務めた。1993年にはエストニア協会にて事務局長に就任し、1995年まで務めた。
1995年、オーストリア駐箚エストニア特命全権大使を拝命し、オーストリアに赴任した。なお、同時にスイス、スロバキア、スロベニア、ハンガリー、チェコも兼轄していた。1999年までオーストリア駐箚エストニア特命全権大使を務めていたが、同年、外務省に戻った。外務省では儀典を司る儀典局の局長に就任し、2001年まで務めた。その後、ハンガリー駐箚エストニア特命全権大使を拝命し、ハンガリーに赴任した。2006年までハンガリー駐箚エストニア特命全権大使を務めていたが、その間、2003年よりクロアチアも兼轄することになった。
2006年に母国に帰国し、エストニアの国会に相当するリーギコグの事務局にて、外国関係局の議長相談役に就任した。2008年に再び外務省に戻り、第一政治局の第二課にて参事官となり、主として国際機関にかかわる行政事務を所管した。2010年、日本駐箚エストニア特命全権大使を拝命し、日本に赴任した。1996年3月に駐日エストニア大使館が設置されて以来、3人目の大使となる。また、2013年からは大韓民国も兼轄することになった。
2013年11月8日、タサ大使はエストニア大使館に招いたパラオ大使フランシス・マツタロウと連名で共同コミュニケに署名し、これを以てエストニアとパラオの外交関係が樹立された。

## 人物

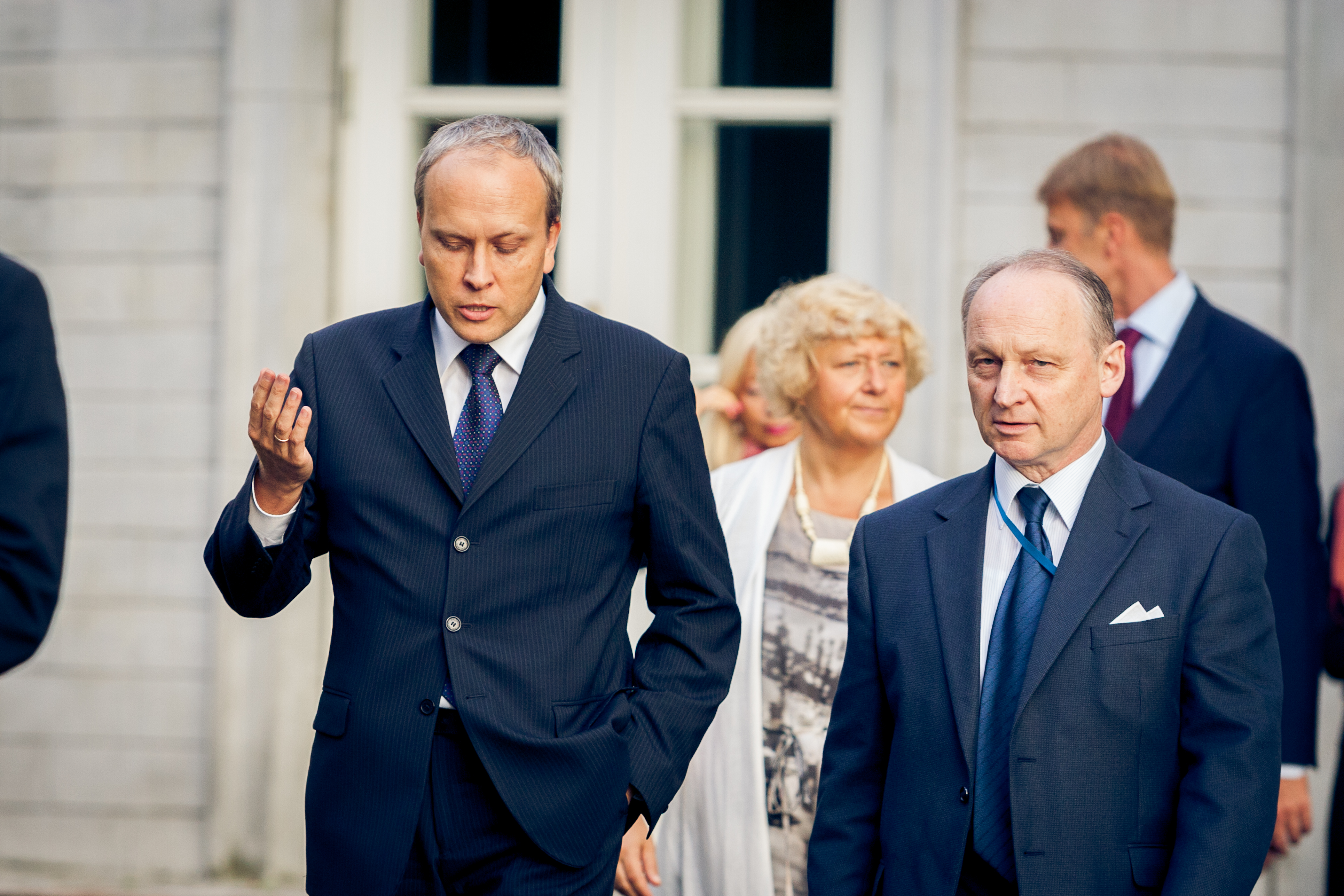
2012年8月27日、リトアニア駐箚エストニア特命全権大使トーマス・コック（左）と

言語学
タルトゥ大学ではエストニア歴史言語学を専攻するなど、言語学に造詣が深い。エストニア協会ではドイツ語圏担当責任者を務めるなど、ドイツ語も堪能である。日本駐箚エストニア特命全権大使として在任中には、エストニアで俳句が盛んであることを紹介したり、エストニア語と日本語に共通点があるとする言語学者の松村一登の説を紹介したりと、言語学の豊富な知識を生かしたスピーチを行っている。また、在任中には国立国会図書館の支部図書館のひとつである国際子ども図書館なども訪問している。
大相撲
日本駐箚エストニア特命全権大使在任時には、エストニア出身の大相撲力士である把瑠都凱斗を応援した。2012年1月場所で把瑠都が幕内最高優勝を果たした際には、在日本エストニア大使館にて祝賀会を開催するとともに、記念のカップを贈ってその栄誉を讃えた。また、日本・エストニア親善協会のメンバーらが「把瑠都関を励ます会」を設立すると、把瑠都にとって初めての支援組織が発足したことを喜び、メンバーに謝意を示した。把瑠都の断髪式にも駆けつけている。

## 略歴
- 1976年 - タルトゥ大学卒業。

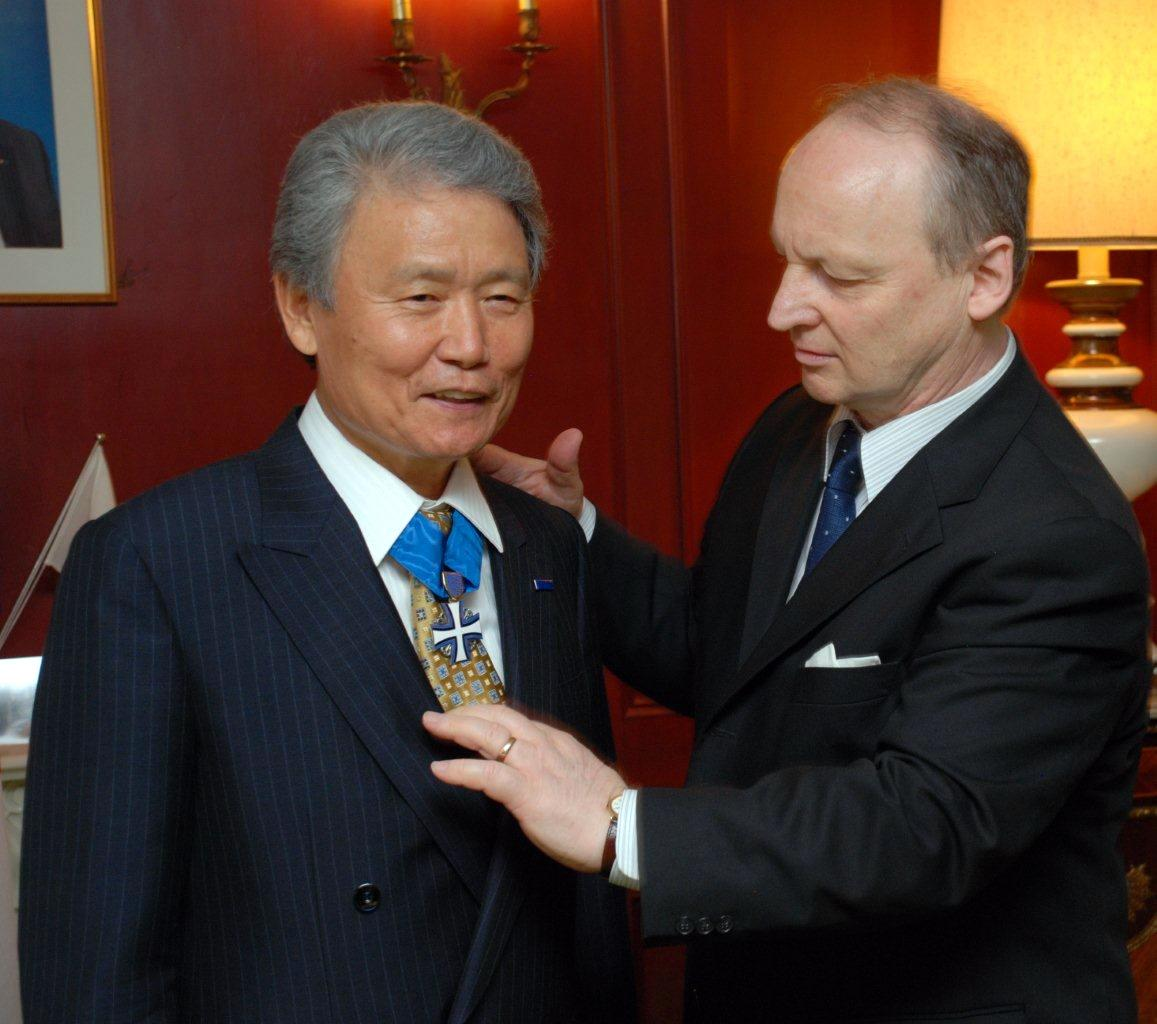
2012年6月25日、東レ会長榊原定征（左）に第三等テラ・マリアナ十字勲章を伝達

- 1983年 - エストニア科学アカデミー大学院課程修了。
- 1989年 - エストニア協会ドイツ語圏担当責任者。
- 1990年 - 文化雑誌編集責任者。
- 1991年 - 外務省政治局第二課参事官。
- 1993年 - エストニア協会事務局長。
- 1995年 - オーストリア駐箚エストニア特命全権大使。
- 1999年 - 外務省儀典局局長。
- 2001年 - ハンガリー駐箚エストニア特命全権大使。
- 2006年 - リーギコグ事務局外国関係局議長相談役。
- 2008年 - 外務省第一政治局第二課参事官。
- 2010年 - 日本駐箚エストニア特命全権大使。

## 関連人物
- 把瑠都凱斗
- 松村一登